# Eudasyphora cordilleriana
Eudasyphora cordilleriana är en tvåvingeart som beskrevs av Cuny 1980. Eudasyphora cordilleriana ingår i släktet Eudasyphora och familjen husflugor. Inga underarter finns listade i Catalogue of Life.